# IC 184
IC 184 је спирална галаксија у сазвјежђу Кит која се налази на листи објеката дубоког неба у Индекс каталогу.
Деклинација објекта је - 6° 50' 26" а ректасцензија 1h 59m 51,1s. Привидна величина (магнитуда) објекта IC 184 износи 13,8 а фотографска магнитуда 14,7. IC 184 је још познат и под ознакама MCG -1-6-21, PGC 7554.